# Deformazioni elastiche e plastiche
Ogni corpo o più propriamente ogni sistema continuo isotropo, soggetto ad una sollecitazione, si deforma in proporzione all'intensità dello sforzo applicato, alla natura del materiale e ad altre condizioni fisiche. In generale una deformazione elastica è una deformazione che scompare al cessare della sollecitazione, altrimenti si ha una deformazione plastica o permanente. In generale vi sono materiali che hanno praticamente solo deformazione plastica e materiali che sono elastici fino un certo valore della sollecitazione, dopo il quale si ha plasticità fino alla rottura.
Inoltre possiamo definire la deformazione come omogenea, allora ogni elemento di volume del sistema continuo si deforma allo stesso modo indipendentemente dalla sua posizione, e non omogenea, se elementi uguali di volume del corpo si deformano in maniera diversa a seconda della posizione.

## Elasticità
Si dice elastica una deformazione, in generale piccola, che scompare al cessare della sollecitazione. La trattazione dell'elasticità presuppone che siano accettate alcune ipotesi:
- che il corpo sia in equilibrio sotto l'azione delle forze applicate;
- che le deformazioni siano proporzionali agli spostamenti (in tal caso si parla di elasticità lineare);
- che gli spostamenti siano infinitesimi e funzioni regolari nell'intorno del punto considerato.

L'esempio più esplicativo è quello di considerare un cilindro metallico di lunghezza {\displaystyle l}, diametro {\displaystyle d} delle superfici di base {\displaystyle S}. Se si sottopone detto provino cilindrico a due forze {\displaystyle F} opposte di trazione applicate sull'asse longitudinale si può osservare:
- deformazione percentuale assiale, la deformazione relativa della lunghezza:

{\displaystyle \varepsilon _{l}={\frac {l'-l}{l}}={\frac {\Delta l}{l}}}
- deformazione percentuale laterale, deformazione relativa della larghezza:

{\displaystyle \varepsilon _{d}={\frac {d'-d}{d}}={\frac {\Delta d}{d}}}
- Queste deformazioni si possono raggruppare nella più generale deformazione di volume:

{\displaystyle \varepsilon ={\frac {V'-V}{V}}={\frac {\Delta V}{V}}}
dove chiaramente {\displaystyle l'}, {\displaystyle d'} e {\displaystyle V'} sono le nuove dimensioni del provino in equilibrio una volta applicata la sollecitazione.
Un altro tipo di deformazione, la torsione, la quale è dovuta all'applicazione di un momento torcente, si osserva una rotazione intorno all'asse longitudinale del provino. Questo tipo di deformazione non dà luogo ad una variazione delle dimensioni ed è perciò detta deformazione di forma.
Un'altra deformazione di forma è quella detta deformazione di taglio o di scorrimento, a seguito dell'applicazione di una coppia di forze per esempio a due basi di un cubo. In questo caso la variazione della forma del cubo crea un angolo {\displaystyle \theta } delle facce laterali:
{\displaystyle \varepsilon _{t}=tan\theta }
In generale, per piccole deformazioni, i corpi seguono la legge di Hooke. Di seguito sono riportati i tipi di deformazioni.

## Deformazioni elastiche omogenee
- Deformazione assiale (compressione o trazione):

{\displaystyle \sigma =E\cdot \varepsilon _{l}}
dove {\displaystyle E} è il modulo di elasticità o modulo di Young.
- Deformazione laterale:

La deformazione laterale è proporzionale a quella assiale:
{\displaystyle \varepsilon _{d}=-\nu \cdot \varepsilon _{l}}
dove {\displaystyle \nu } è il coefficiente di Poisson.
- Deformazione di volume:

{\displaystyle \varepsilon _{V}={\frac {\sigma }{K}}}
dove {\displaystyle K} è detto modulo di comprimibilità.
- Deformazione di scorrimento o taglio

In questo caso si forma un angolo a seguito dell'applicazione di una coppia sull'elemento di volume, quantificabile come:
{\displaystyle \varepsilon _{t}={\frac {t}{G}}}
dove {\displaystyle G} è detto modulo di rigidità.

### Deformazione assiale
In ingegneria e scienza dei materiali, la deformazione assiale (in inglese Cauchy strain o engineering strain) si calcola come rapporto tra misura della deformazione totale e dimensione iniziale del corpo a cui vengono applicate le forze di superficie. La deformazione normale o deformazione nominale {\displaystyle e} di un elemento materiale lineare o di una fibra caricata assialmente è definita come la variazione di lunghezza {\displaystyle {\Delta L}} per unità della lunghezza iniziale {\displaystyle L} dell'elemento lineare o fibra. La deformazione normale è positiva se al materiale viene applicata una trazione, e negativa se il materiale viene compresso. Da cui:
{\displaystyle \varepsilon ={\frac {\Delta L}{L}}={\frac {l-L}{L}}}
dove {\displaystyle l} è la lunghezza finale dell'elemento.
La misura della deformazione, che è un numero puro, ad esempio ad opera di un estensimetro, è spesso espressa in parti per milione o microstrain.
{\displaystyle microstrain={\varepsilon }\times {10^{6}}}
Il microepsilon o microstrain non sono ammesse nel Sistema Internazionale. La misura di deformazione longitudinale è adimensionale e si può esprimere in {\displaystyle [\mu m/m]} o in ppm.

## Deformazioni elastiche non omogenee
- Torsione

Infine consideriamo la torsione che avviene per l'applicazione di un momento parallelo all'asse di simmetria:
{\displaystyle M=C\cdot \theta }
dove {\displaystyle C} è detto modulo di torsione.

## Il tensore delle deformazioni
Consideriamo un punto {\displaystyle P({\vec {r}})} (per esempio, in coordinate cartesiane tridimensionali {\displaystyle P(x,y,z)}) di un sistema continuo isotropo non deformato e un altro punto {\displaystyle Q({\vec {r}}+d{\vec {r}})} (in c.c.3D {\displaystyle Q(x+dx,y+dy,z+dz)}) distante da {\displaystyle P} di un tratto sufficientemente piccolo {\displaystyle d{\vec {r}}} (in coordinate cartesiane {\displaystyle \left(dx,dy,dz\right)}). A seguito di una deformazione il punto {\displaystyle P} si porterà in {\displaystyle P'} percorrendo {\displaystyle {\vec {u}}={\vec {P}}'-{\vec {P}}} (in c.c.3D {\displaystyle \left(u_{x},u_{y},u_{z}\right)}) e {\displaystyle Q} si porterà in {\displaystyle Q'}, di un tratto sufficientemente piccolo {\displaystyle {\vec {u}}+d{\vec {u}}={\vec {Q}}'-{\vec {Q}}} (in c.c.3D {\displaystyle \left(u_{x}+du_{x},u_{y}+du_{y},u_{z}+du_{z}\right)}). In pratica il vettore {\displaystyle {\vec {PQ}}} (in c.c.3D corrisponde a: {\displaystyle \left(dx,dy,dz\right)}) si trasformerà in {\displaystyle {\vec {P'Q'}}} (in c.c.3D {\displaystyle \left(du_{x},du_{y},du_{z}\right)}). Per esempio, n coordinate cartesiane tridimensionali:
{\displaystyle {\begin{cases}du_{x}={\frac {\partial u_{x}}{\partial x}}dx+{\frac {\partial u_{x}}{\partial y}}dy+{\frac {\partial u_{x}}{\partial z}}dz\\du_{y}={\frac {\partial u_{y}}{\partial x}}dx+{\frac {\partial u_{y}}{\partial y}}dy+{\frac {\partial u_{y}}{\partial z}}dz\\du_{z}={\frac {\partial u_{z}}{\partial x}}dx+{\frac {\partial u_{z}}{\partial y}}dy+{\frac {\partial u_{z}}{\partial z}}dz\end{cases}}}
Possiamo esprimere queste relazioni in forma matriciale in cui si nota una matrice alle derivate parziali detta matrice di deformazione {\displaystyle {\boldsymbol {\varepsilon }}}. Nel caso di c.c.3D:
{\displaystyle {\begin{bmatrix}du_{x}\\du_{y}\\du_{z}\end{bmatrix}}={\begin{bmatrix}{\frac {\partial u_{x}}{\partial x}}&{\frac {\partial u_{x}}{\partial y}}&{\frac {\partial u_{x}}{\partial z}}\\{\frac {\partial u_{y}}{\partial x}}&{\frac {\partial u_{y}}{\partial y}}&{\frac {\partial u_{y}}{\partial z}}\\{\frac {\partial u_{z}}{\partial x}}&{\frac {\partial u_{z}}{\partial y}}&{\frac {\partial u_{z}}{\partial z}}\end{bmatrix}}{\begin{bmatrix}dx\\dy\\dz\end{bmatrix}}}
quindi in questo caso di c.c.3D la matrice di deformazione è:
{\displaystyle {\bar {\bar {\varepsilon }}}(x,y,z)\equiv {\begin{bmatrix}{\frac {\partial u_{x}}{\partial x}}&{\frac {\partial u_{x}}{\partial y}}&{\frac {\partial u_{x}}{\partial z}}\\{\frac {\partial u_{y}}{\partial x}}&{\frac {\partial u_{y}}{\partial y}}&{\frac {\partial u_{y}}{\partial z}}\\{\frac {\partial u_{z}}{\partial x}}&{\frac {\partial u_{z}}{\partial y}}&{\frac {\partial u_{z}}{\partial z}}\end{bmatrix}}}
e con questa definizione l'equazione di spostamento in c.c.3D può essere riscritta implicitamente in forma matriciale:
{\displaystyle d{\vec {u}}(x,y,z)={\bar {\bar {\varepsilon }}}(x,y,z)\cdot d{\vec {r}}(x,y,z)}
Quest'equazione in realtà vale molto più in generale, e precisamente in un qualsiasi sistema di coordinate ortogonali a n dimensioni. L'equazione degli spostamenti in un sistema ortogonale generico si può scrivere in forma tensoriale:
{\displaystyle d{\vec {u}}=(d{\vec {r}}\cdot \nabla ){\vec {u}}=\left(d{\vec {r}}\cdot {\frac {\partial }{\partial {\vec {r}}}}\right){\vec {u}}}
ovvero, adottando la notazione di Einstein:
{\displaystyle du_{i}={\frac {\partial u_{i}}{\partial r_{j}}}dr_{j}}
In generale si definisce infatti il tensore deformazione:
{\displaystyle {\boldsymbol {\varepsilon }}\equiv \nabla {\vec {u}}={\frac {\partial {\vec {u}}}{\partial {\vec {r}}}}}
ovvero in notazione di Einstein:
{\displaystyle \varepsilon _{ij}={\frac {\partial u_{i}}{\partial r_{j}}}}
Il tensore deformazione è generico e non legato al sistema di coordinate adottato; il tensore ha per rappresentazione una particolare matrice piuttosto che un'altra, a seconda del sistema di coordinate scelto (cartesiano 2D, polare 2D, cartesiano 3D, cilindrico 3D, sferico 3D, ecc.).
In questo modo l'equazione di spostamento può essere espressa in una forma tensoriale generica, che non dipende dal sistema di coordinate scelto:
{\displaystyle d{\vec {u}}={\boldsymbol {\varepsilon }}\cdot d{\vec {r}}}
ovvero in notazione di Einstein:
{\displaystyle du_{i}=\varepsilon _{ij}dr_{j}}
Ora, un teorema generale del calcolo tensoriale afferma che ogni tensore può essere decomposto in un tensore simmetrico più un tensore antisimmetrico {\displaystyle u=u_{s}+u_{a}}. In coordinate cartesiane tridimensionali, per esempio:
{\displaystyle u_{s}={\begin{bmatrix}{\frac {\partial u_{x}}{\partial x}}&{\frac {1}{2}}\left({\frac {\partial u_{x}}{\partial y}}+{\frac {\partial u_{y}}{\partial x}}\right)&{\frac {1}{2}}\left({\frac {\partial u_{x}}{\partial z}}+{\frac {\partial u_{z}}{\partial x}}\right)\\{\frac {1}{2}}\left({\frac {\partial u_{y}}{\partial x}}+{\frac {\partial u_{x}}{\partial y}}\right)&{\frac {\partial u_{y}}{\partial y}}&{\frac {1}{2}}\left({\frac {\partial u_{y}}{\partial z}}+{\frac {\partial u_{z}}{\partial y}}\right)\\{\frac {1}{2}}\left({\frac {\partial u_{z}}{\partial x}}+{\frac {\partial u_{x}}{\partial z}}\right)&{\frac {1}{2}}\left({\frac {\partial u_{z}}{\partial y}}+{\frac {\partial u_{y}}{\partial z}}\right)&{\frac {\partial u_{z}}{\partial z}}\end{bmatrix}}}
{\displaystyle u_{a}={\begin{bmatrix}0&{\frac {1}{2}}\left({\frac {\partial u_{x}}{\partial y}}-{\frac {\partial u_{y}}{\partial x}}\right)&{\frac {1}{2}}\left({\frac {\partial u_{x}}{\partial z}}-{\frac {\partial u_{z}}{\partial x}}\right)\\{\frac {1}{2}}\left({\frac {\partial u_{y}}{\partial x}}-{\frac {\partial u_{x}}{\partial y}}\right)&0&{\frac {1}{2}}\left({\frac {\partial u_{y}}{\partial z}}-{\frac {\partial u_{z}}{\partial y}}\right)\\{\frac {1}{2}}\left({\frac {\partial u_{z}}{\partial x}}-{\frac {\partial u_{x}}{\partial z}}\right)&{\frac {1}{2}}\left({\frac {\partial u_{z}}{\partial y}}-{\frac {\partial u_{y}}{\partial z}}\right)&0\end{bmatrix}}}
Il tensore simmetrico descrive le deformazioni come segue:
- espansioni o allungamenti relativi, rappresentati dagli elementi sulla diagonale principale:

{\displaystyle \varepsilon _{ii}={\frac {\partial u_{i}}{\partial r_{i}}}}
- scorrimenti o distorsioni, rappresentati dagli elementi fuori dalla diagonale principale:

{\displaystyle \varepsilon _{ij}=\varepsilon _{ji}={\frac {1}{2}}\left({\frac {\partial u_{i}}{\partial r_{j}}}+{\frac {\partial u_{i}}{\partial r_{j}}}\right)}
Il tensore antisimmetrico descrive invece le rotazioni rigide nell'intorno del punto P, che non rappresenta una deformazione. Per esempio in coordinate cartesiane tridimensionali:
{\displaystyle \varepsilon _{xy}={\frac {1}{2}}\left({\frac {\partial u_{x}}{\partial y}}-{\frac {\partial u_{y}}{\partial x}}\right)}
rappresenta la rotazione {\displaystyle d\theta _{z}} attorno all'asse z, nell'intorno del punto P.
La traccia del tensore di deformazione, pari alla divergenza dello spostamento, rappresenta un'invariante e viene chiamato coefficiente di dilatazione cubica:
{\displaystyle tr({\boldsymbol {\varepsilon }})=\varepsilon _{ii}=\nabla \cdot {\vec {u}}}.
dove {\displaystyle \nabla } rappresenta l'operatore nabla. In coordinate cartesiane per esempio la forma esplicita dell'invariante è:
{\displaystyle {\frac {\partial u_{x}}{\partial x}}+{\frac {\partial u_{y}}{\partial y}}+{\frac {\partial u_{z}}{\partial z}}}

## Sforzo
Per sapere che cosa accade all'interno del corpo soggetto ad una sollecitazione dobbiamo introdurre il concetto di sforzo. In generale su un elemento di volume del sistema continuo isotropo, agiranno sia forze di volume che forze di superficie.
- Le forze di volume sono quelle forze dovute all'interazione del corpo con corpi esterni e sono proporzionali alla massa volumica del corpo stesso. In generale queste non intervengono nella trattazione dell'elasticità lineare.
- Le forze di superficie sono invece quelle forze localizzate sulle superfici del corpo che si trasmettono in tutte le superfici infinitesime in cui il corpo continuo può pensarsi essere diviso.

Per sforzo si intende la forza trasmessa per unità di superficie, nell'intorno di un punto, che si crea a seguito dell'applicazione di sollecitazioni esterne su un sistema, allo scopo di mantenere l'equilibrio; forza non necessariamente perpendicolare alla superficie. Possiamo più facilmente rappresentare lo sforzo come:
- sforzo normale:

{\displaystyle \sigma ={\vec {F}}\cdot {\vec {n}}=F\cos \theta }
- sforzo tangenziale o di taglio:

{\displaystyle \tau ={\vec {F}}\cdot {\vec {t}}=F\sin \theta }
dove {\displaystyle {\vec {n}}} e {\displaystyle {\vec {t}}} rappresentano i versori rispettivamente normale e tangente alla superficie cui è applicata la forza.
L'unità di misura dello sforzo è il Pascal, ovvero Newton su metro quadrato.

## Relazione di Cauchy
Consideriamo un elemento sufficientemente piccolo di volume {\displaystyle dV} all'interno di un sistema continuo isotropo e scegliamo le tre superfici coincidenti con i piani coordinati {\displaystyle d\pi _{x}}, {\displaystyle d\pi _{y}}, {\displaystyle d\pi _{z}}, i cui versori uscenti sono rispettivamente {\displaystyle {\vec {i}}}, {\displaystyle {\vec {j}}}, {\displaystyle {\vec {k}}}
Vediamo che relazione intercorre tra queste superfici e una superficie infinitesima generica {\displaystyle d\pi } orientata con versore uscente {\displaystyle {\vec {n}}}.
Consideriamo gli sforzi agenti sulle superfici con ovvi riferimenti degli indici ai versori:
{\displaystyle {\vec {\sigma }}_{x}}, {\displaystyle {\vec {\sigma }}_{y}}, {\displaystyle {\vec {\sigma }}_{z}}, {\displaystyle {\vec {\sigma }}_{n}}; per la condizione di equilibrio:
{\displaystyle {\vec {\sigma }}_{x}d\pi _{x}+{\vec {\sigma }}_{y}d\pi _{y}+{\vec {\sigma }}_{z}d\pi _{z}+{\vec {\sigma }}_{n}d\pi _{n}=0}
dalla quale otteniamo la relazione di Cauchy:
{\displaystyle {\vec {\sigma }}_{n}=-\left({\vec {\sigma }}_{x}\cos {\widehat {ni}}+{\vec {\sigma }}_{y}\cos {\widehat {nj}}+{\vec {\sigma }}_{z}\cos {\widehat {nk}}\right)}
dove si è diviso tutto per {\displaystyle d\pi _{n}} e sapendo che {\displaystyle {\frac {d\pi _{x}}{d\pi _{n}}}=\cos {\widehat {ni}}}, e così via.

## Il tensore degli sforzi
A partire dalla relazione di Cauchy possiamo sviluppare la relazione vettoriale in componenti di {\displaystyle {\vec {\sigma }}_{n}}, con ovvi riferimenti per gli indici:
{\displaystyle \sigma _{xn}=\sigma _{xx}\cos ni+\sigma _{xy}\cos nj+\sigma _{xz}\cos nk}
{\displaystyle \sigma _{yn}=\sigma _{yx}\cos ni+\sigma _{yy}\cos nj+\sigma _{yz}\cos nk}
{\displaystyle \sigma _{zn}=\sigma _{zx}\cos ni+\sigma _{zy}\cos nj+\sigma _{zz}\cos nk}
Otteniamo in questo modo una matrice detta tensore degli sforzi sulla generica superficie infinitesima di versore {\displaystyle {\vec {n}}}:
{\displaystyle {\boldsymbol {\sigma }}={\begin{bmatrix}\sigma _{xx}&\sigma _{xy}&\sigma _{xz}\\\sigma _{yx}&\sigma _{yy}&\sigma _{yz}\\\sigma _{zx}&\sigma _{zy}&\sigma _{zz}\end{bmatrix}}}
I termini sulla diagonale principale sono gli sforzi normali agenti sulla superficie generica. I termini fuori dalla diagonale principale rappresentano le componenti degli sforzi di taglio. Dobbiamo sottolineare per gli elementi fuori dalla diagonale principale che:
{\displaystyle \sigma _{ij}=\sigma _{ji}}
dunque il tensore è simmetrico, e gli elementi indipendenti in c.c.3D diventano sei invece di nove.
La traccia di questo tensore è un'invariante, e viene utilizzato per generalizzare in modo più astratto la definizione di pressione. In coordinate cartesiane tridimensionali infatti:
{\displaystyle 3p\equiv \sigma _{xx}+\sigma _{yy}+\sigma _{zz}}.
In generale in coordinate ortogonali in uno spazio a dimensione n, la pressione viene definita nel modo seguente:
{\displaystyle p\equiv {\frac {\sigma _{ii}}{n}}}
dove si è usata per brevità la notazione di Einstein.

## Relazioni sforzo-deformazione
- Sforzi normali

Abbiamo detto che a seguito dell'applicazione di sforzi puramente normali abbiamo le deformazioni assiali:
{\displaystyle \varepsilon _{x}={\frac {\sigma _{xx}}{E}}-{\frac {\nu }{E}}\cdot \sigma _{yy}-{\frac {\nu }{E}}\cdot \sigma _{zz}}
{\displaystyle \varepsilon _{y}=-{\frac {\nu }{E}}\cdot \sigma _{xx}+{\frac {\sigma _{yy}}{E}}-{\frac {\nu }{E}}\cdot \sigma _{zz}}
{\displaystyle \varepsilon _{z}=-{\frac {\nu }{E}}\cdot \sigma _{xx}-{\frac {\nu }{E}}\cdot \sigma _{yy}+{\frac {\sigma _{zz}}{E}}}
Invertendo queste relazioni troviamo una delle costanti di Lamé.
Inoltre se i tre sforzi normali sono uguali: {\displaystyle \sigma _{xx}=\sigma _{yy}=\sigma _{zz}=\sigma }, allora:
{\displaystyle \varepsilon _{l}={\frac {1-2\nu }{E}}\cdot \sigma }.
e determinare la deformazione di volume:
{\displaystyle \varepsilon _{V}=3\cdot \varepsilon ={\frac {3\sigma \left(1-2\nu \right)}{E}}}
dove {\displaystyle K={\frac {E}{3\left(1-2\nu \right)}}} è il modulo di comprimibilità.
Ricaviamo la deformazione laterale:
{\displaystyle \varepsilon _{d}={\frac {\left(1+\nu \right)\sigma }{E}}}
- sforzi di taglio

Si può mettere in relazione la deformazione laterale con quella di taglio:
{\displaystyle \varepsilon _{t}={\frac {\tau }{G}}={\frac {2\sigma \left(1+\nu \right)}{E}}}
dove {\displaystyle G={\frac {E}{2\left(1+\nu \right)}}} è il modulo di rigidità.